# Davanadahosahalli, Chiknayakanhalli
Davanadahosahalli là một làng thuộc tehsil Chiknayakanhalli, huyện Tumkur, bang Karnataka, Ấn Độ.